# Red Clark
Joseph „Red“ Clark (* 12. Februar 1894 in New Orleans; † 30. November 1960 ebenda) war ein US-amerikanischer Jazz-Musiker (Posaune, Tuba, Sousaphon).
Clarks Vater Warren Aaron Clark spielte Ende des 19. Jahrhunderts Baritonhorn in der Excelsior und Onward Brass Band; Red selbst spielte zunächst Baritonhorn und Posaune. Er hatte Unterricht bei seinem Vater und Dave Perkins. 1928 wurde er Mitglied der Tonic Triad und spielte in den 1930er Jahren in der Masonic Brass Band. Er war dann langjähriges Mitglied (und Manager) der Eureka Brass Band, mit der er 1951 aufnahm. Clark wirkte  zwischen 1946 und 1958 bei sieben Aufnahmesessions mit.